# 日曜の朝の早起き
「日曜の朝の早起き」は、EAST END×YURIの6枚目のシングル。1996年5月22日発売。

## 概要
本作を以て同ユニットの活動は消滅したため、本作が最後のシングル。
三菱自動車 パジェロジュニアのCMソングとして使用された。
1996年10月25日、エピック・ソニー (後のエピックレコードジャパン) より「eexy life EAST END×YURI」がPlayStationソフトで発売された。その中にビデオクリップとして収録されている。

## 収録曲
1. 日曜の朝の早起き (5:11)
作詞:GAKU, YOGGY, Kazuo Ishijima / 作曲:GAKU, YOGGY
2. 本音を言えば・・・・・ (3:58)／EAST END × YURI featuring RYO-G from RIP SLYME
作詞:GAKU, YOGGY / 作曲:GAKU, YOGGY
3. 日曜の朝の早起き [backing track] (5:11)
作詞:GAKU-MC|GAKU, YOGGY, Kazuo Ishijima / 作曲:GAKU, YOGGY